# Petite-Rivière-de-Nippes
Petite-Rivière-de-Nippes, in creolo haitiano Ti Rivyè de Nip, è un comune di Haiti facente parte dell'arrondissement di Miragoâne nel dipartimento di Nippes.